# Елка Трайкова
Елка Савова Трайкова е българска филоложка, литературна историчка.

## Биография
Завършва българска филология в Софийския държавен университет (1981). Специализира в Катедрата по съвременна българска литература на СУ „Климент Охридски“, където защитава научна разработка на тема „Тенденции в съвременната българска поезия на 60-те години на XX в.“ (1982-83). Редовен аспирант в Института за литература при БАН (1983). Доктор с дисертация на тема „Литературният периодичен печат през 20-те години на ΧX в.“ (1987). Научен сътрудник (1988) и старши научен сътрудник II степен (2001) в секция „Нова и съвременна българска литература“ в Института за литература. Завеждащ секция „Нова и съвременна българска литература“ към Института за литература при БАН (2003-12).
Член на Научния съвет на Института за литература към БАН (2003-12). Член на комисията по хуманитарни науки към Фонд „Научни изследвания“ (2003-10), (2012-). Директор на Института за литература към БАН (2012-).
Ръководител е на научния проект „Периодика и литература“, в рамките на който са издадени 5 тома от едноименната поредица (1990–2003).
Води курс по история на българската литература между двете световни войни за студентите бакалаври българска филология в СУ „Св. Климент Охридски“.

## Публикации

### Книги
- Българските литературни полемики. София: Карина М, 2001, 224 с. (ISBN 954-8260-74-3)[2]